# Olmeto
Olmeto (Corsicaans: Ulmetu) is een gemeente in het Franse departement Corse-du-Sud (regio Corsica). De gemeente telde 1.265 inwoners op 1 januari 2022.
Olmeto is ontstaan in de 9e eeuw op de flanken van de Punta di Buturetu (871 m). De huizen van het oude centrum zijn gebouwd in lokale graniet. De gemeente heeft een kustlijn van 20 km met zwarte rotsen en stranden. Langsheen de kust staan twee Genuese torens, die van Calanca en van Micalona. In het gehucht Baracci zijn zwavelhoudende warmwaterbronnen.

## Geografie
De oppervlakte van Olmeto bedroeg op 1 januari 2022 43,82 vierkante kilometer; de bevolkingsdichtheid was toen 28,9 inwoners per km².
De gemeente ligt aan de Golf van Valinco.
De onderstaande kaart toont de ligging van Olmeto met de belangrijkste infrastructuur en aangrenzende gemeenten.

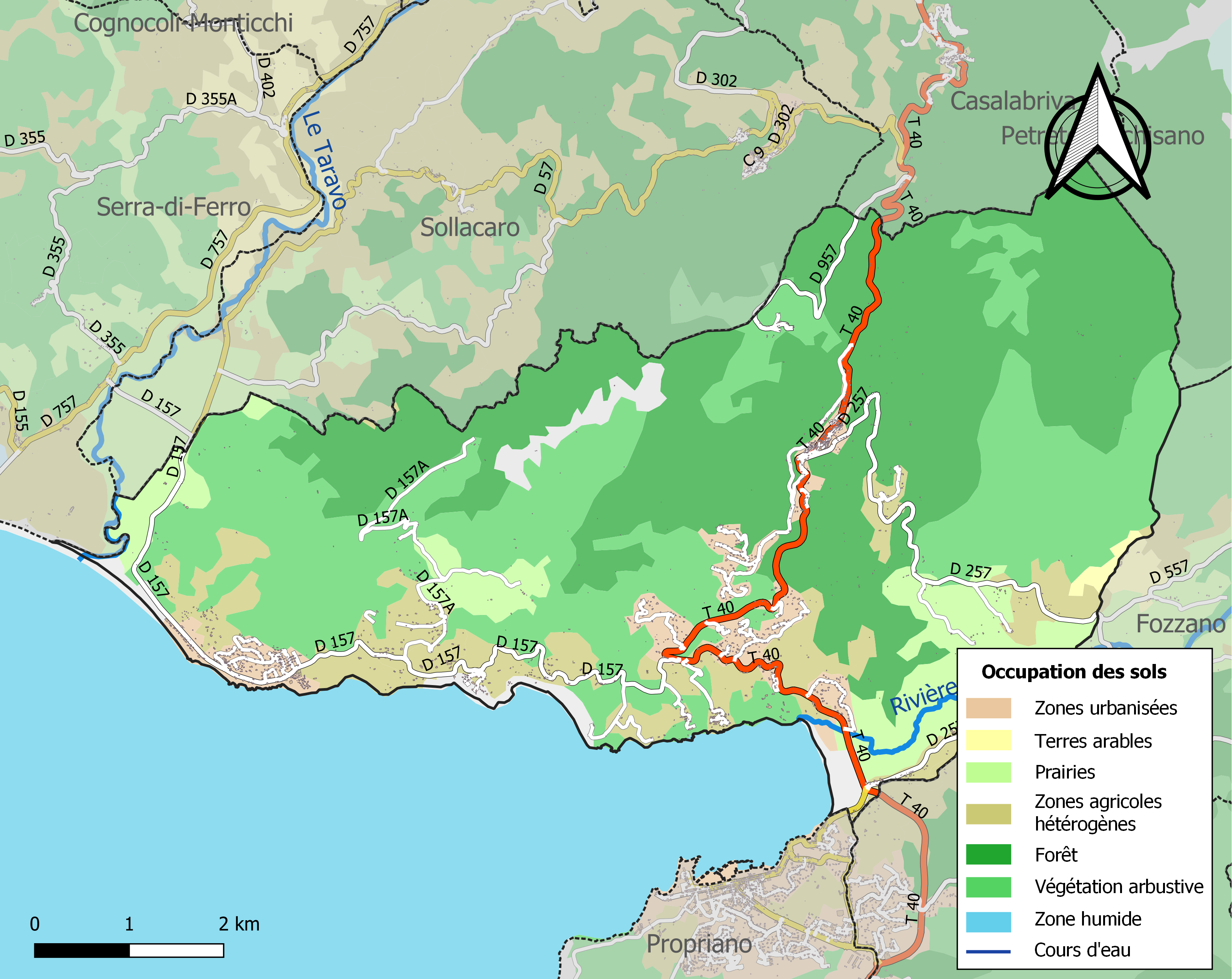

## Demografie
Onderstaande figuur toont het verloop van het inwonertal.
Vanwege een beveiligingsprobleem met de MediaWiki Graph-software is het momenteel niet mogelijk deze grafiek weer te geven. Zodra de software is bijgewerkt zal de grafiek vanzelf weer zichtbaar worden.

## Galerij

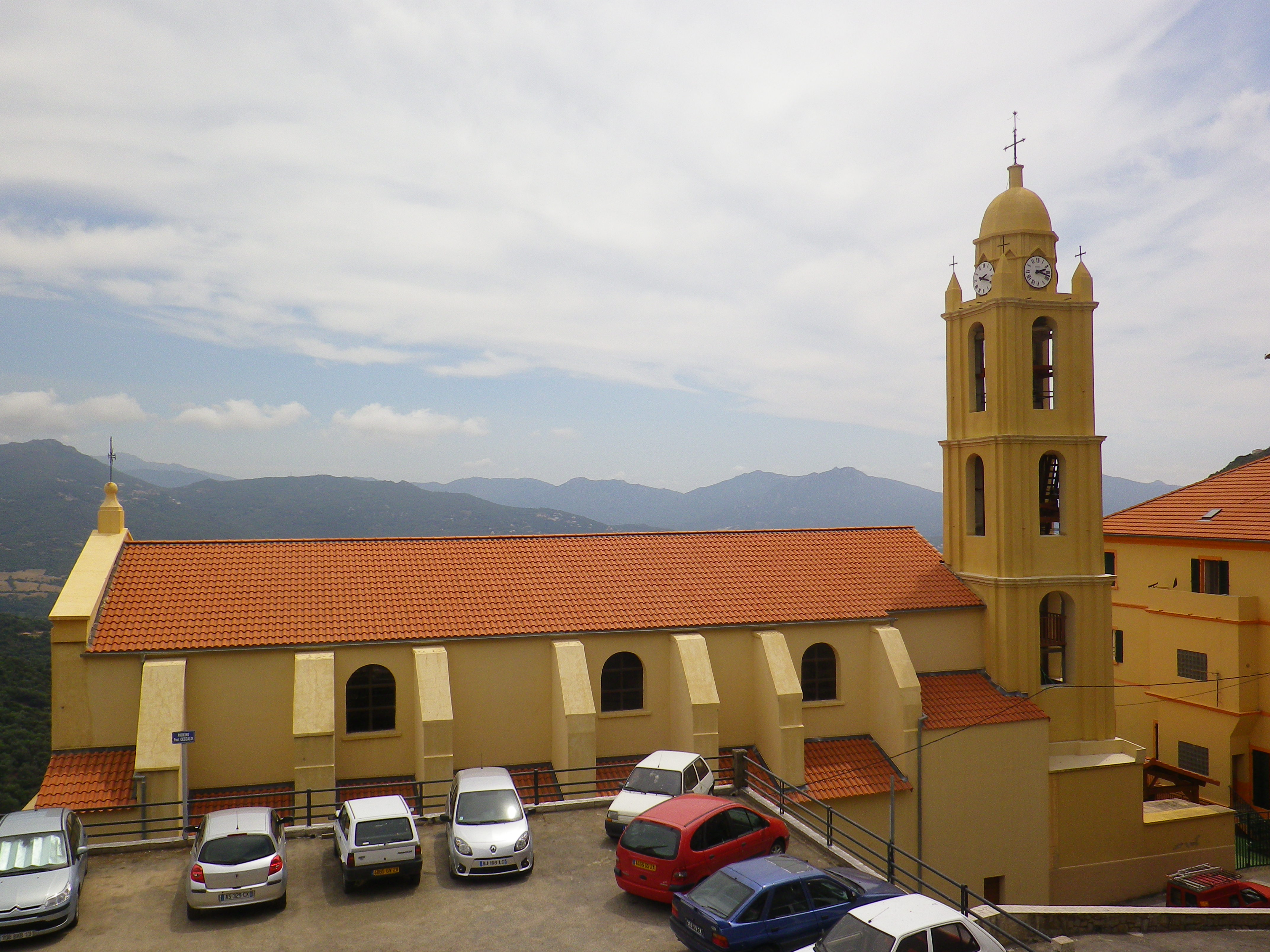
Santa Mariakerk
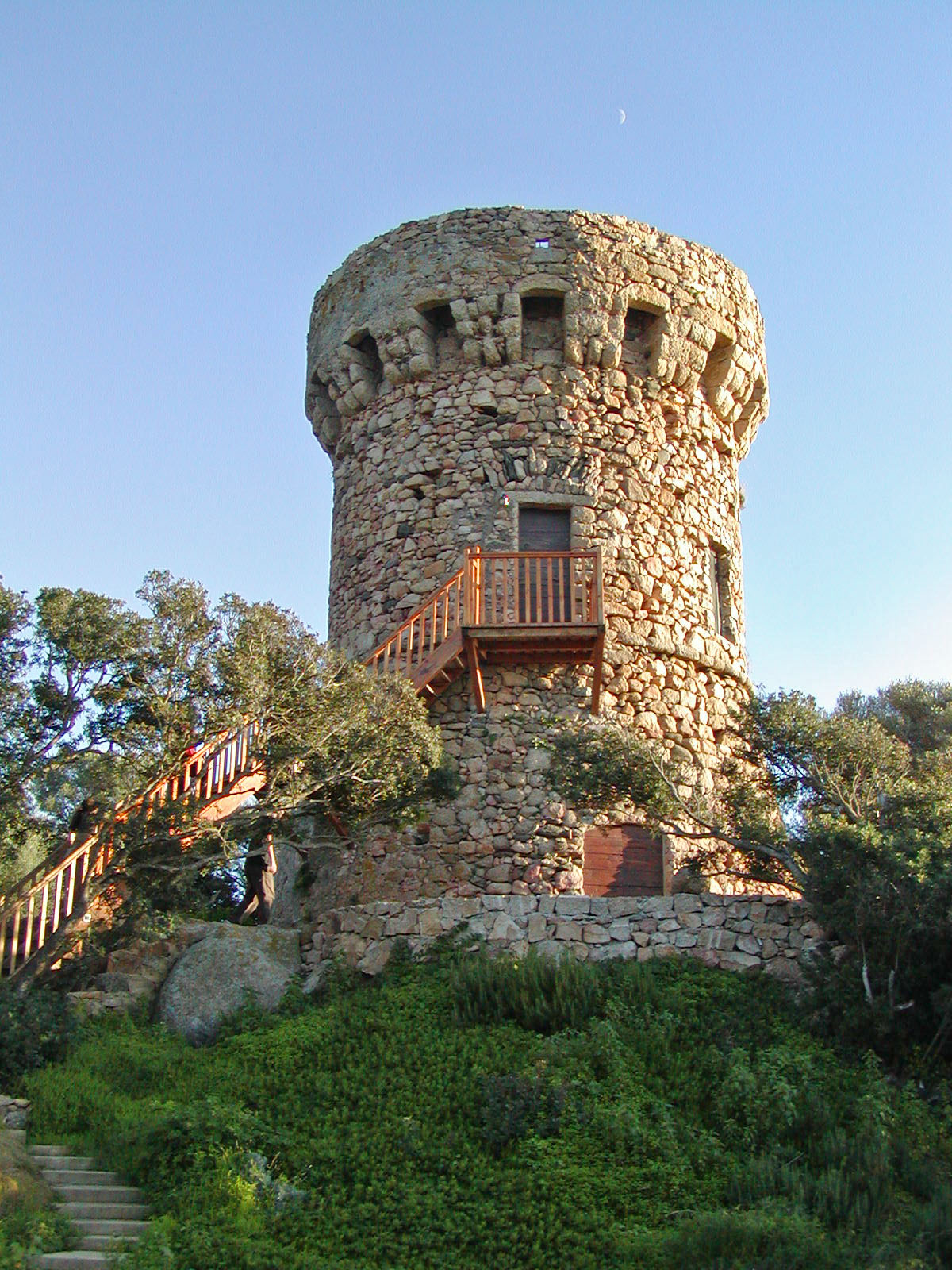
Toren van Micalona
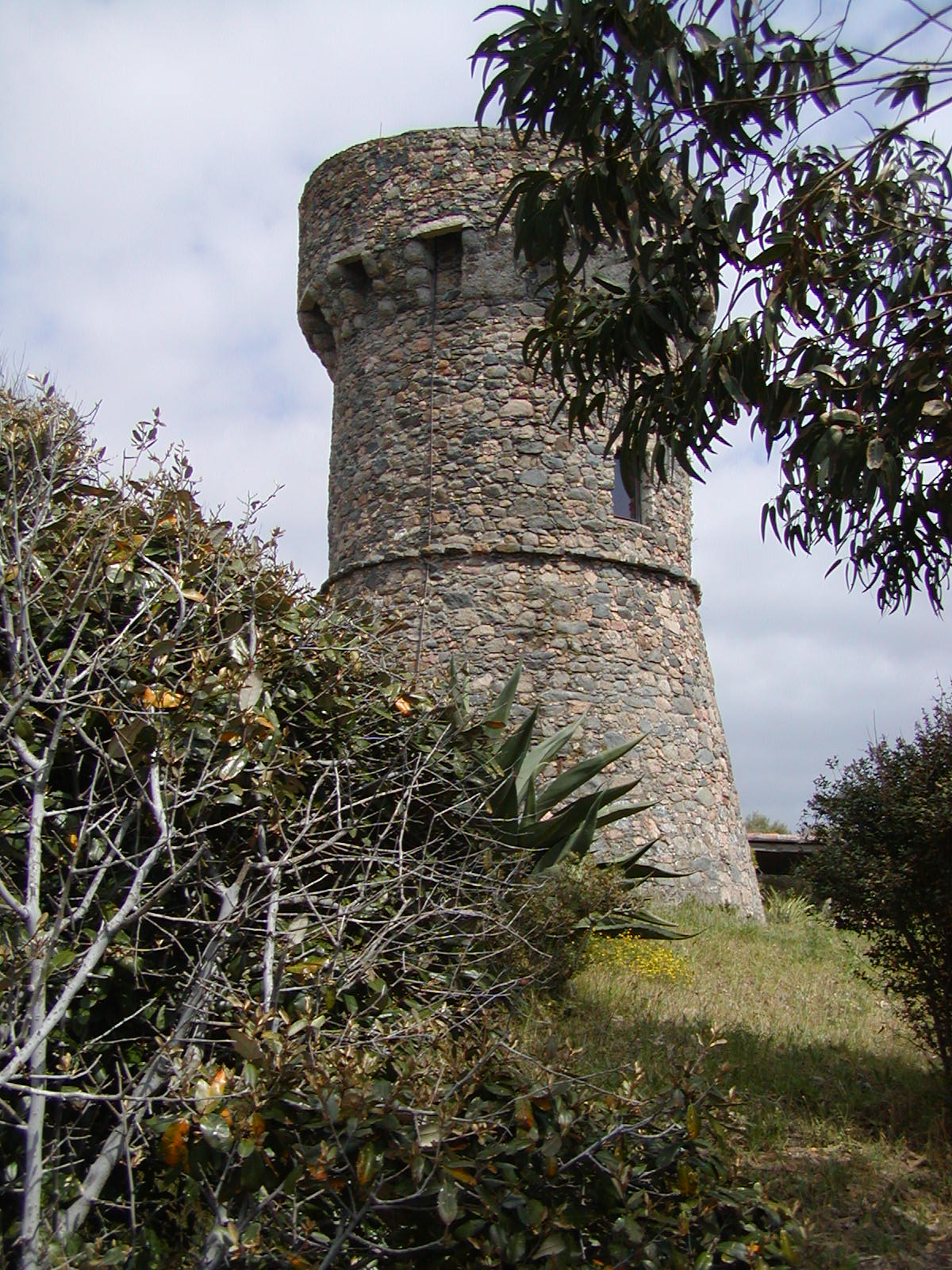
Toren van Calanca
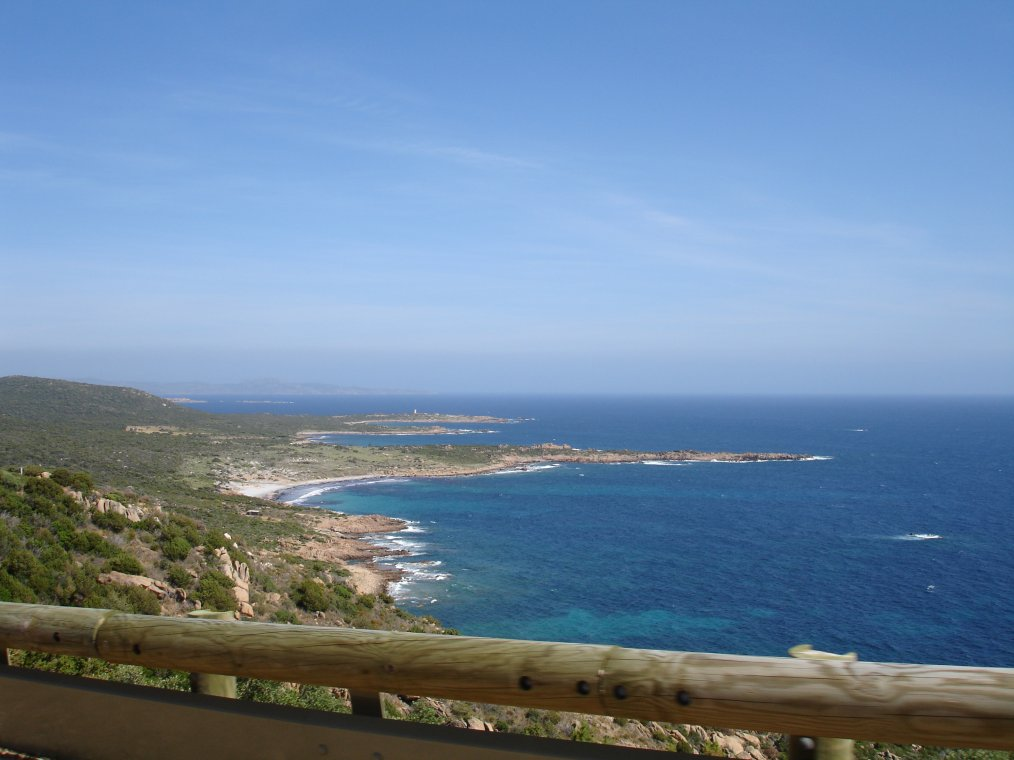
Kust